# Typologie (architektura)
Typologie v architektuře třídí stavby podle jejich účelu, a to zejména kvůli rozboru jejich dispozičního uspořádání. Analýza dispozic slouží jako jedna z pomůcek při navrhování nových staveb. 

## Dělení
- Dopravní stavby (vlaková nádraží, autobusová nádraží, letiště)
- Inženýrské stavby (mosty, přehrady, jezy)
- Občanské stavby 
  - Stavby pro administrativu (kancelářské budovy, radnice)
  - Stavby pro cestovní ruch a veřejné stravování (hotely, horské chaty)
  - Stavby pro kulturu (divadla, kina, knihovny, koncertní budovy, kongresové budovy, kulturní domy)
  - Stavby pro obchod (obchodní domy)
  - Stavby pro tělovýchovu a sport (tělocvičny, plavecké haly, stadiony)
  - Stavby školské (jesle, mateřské školy, školy)
  - Stavby zdravotnické (nemocnice, lázně)
- Obytné budovy (rodinné domy, vily, bytové domy, domovy pro seniory)
- Polyfunkční domy (městské domy s obchody, kancelářemi a byty)
- Průmyslové stavby (továrny)
- Sakrální stavby (kostely, modlitebny, pomníky, mauzolea)
- Zemědělské stavby (drůbežárny, kravíny, vepříny)

## Související kategorie
- Kategorie:Stavby
- Kategorie:Budovy